# Saison 2010-2011 des Bulls de Chicago
La saison 2010-2011 des Bulls de Chicago est la 45e saison de basket-ball de la franchise américaine de la National Basketball Association (généralement désignée par le sigle NBA).
Les Bulls ont remporté leur 8e titre de division cette saison et ont terminé avec le meilleur bilan de la NBA, mais se sont inclinés face au Heat de Miami en finale de la Conférence Est. À l'issue de la saison régulière, Derrick Rose est devenu le plus jeune NBA Most Valuable Player (MVP), de l'histoire de la NBA.
En playoffs, les Bulls ont vaincu les Pacers de l'Indiana en cinq matchs au premier tour, puis les Hawks d'Atlanta en six matchs lors de la demi-finale, avant de perdre contre le Heat de Miami en cinq matchs en finale de conférence.

## Draft
| Tour | Choix | Joueur         | Poste | Nationalité | Provenance             |
| ---- | ----- | -------------- | ----- | ----------- | ---------------------- |
| 1    | 17    | Kevin Séraphin | PF/C  | France      | Cholet Basket (France) |

## Classements de la saison régulière
| Conférence Est | Conférence Est         | Conférence Est | Conférence Est | Conférence Est | Conférence Est |  |
| No             | Franchise              | V              | D              | PCT            | GB             |  |
| -------------- | ---------------------- | -------------- | -------------- | -------------- | -------------- |  |
| 1              | Bulls de Chicago       | 62             | 20             | 75,6 %         | -              |  |
| 2              | Heat de Miami          | 58             | 24             | 70,7 %         | 04.0           |  |
| 3              | Celtics de Boston      | 56             | 26             | 68,3 %         | 06.0           |  |
| 4              | Magic d'Orlando        | 52             | 30             | 63,4 %         | 10.0           |  |
| 5              | Hawks d'Atlanta        | 44             | 38             | 53,7 %         | 18.0           |  |
| 6              | Knicks de New York     | 42             | 40             | 51,2 %         | 20.0           |  |
| 7              | 76ers de Philadelphie  | 41             | 41             | 50,0 %         | 21.0           |  |
| 8              | Pacers de l'Indiana    | 37             | 45             | 45,1 %         | 25.0           |  |
|                |                        |                |                |                |                |  |
| 9              | Bucks de Milwaukee     | 35             | 47             | 42,7 %         | 27.0           |  |
| 10             | Bobcats de Charlotte   | 34             | 48             | 41,5 %         | 28.0           |  |
| 11             | Pistons de Détroit     | 30             | 52             | 36,6 %         | 32.0           |  |
| 12             | Nets du New Jersey     | 24             | 58             | 29,3 %         | 38.0           |  |
| 13             | Wizards de Washington  | 23             | 59             | 28,0 %         | 39.0           |  |
| 14             | Raptors de Toronto     | 22             | 60             | 26,8 %         | 40.0           |  |
| 15             | Cavaliers de Cleveland | 19             | 63             | 23,2 %         | 43.0           |  |

| Division Centrale      | V  | D  | PCT    | GB   | Dom   | Ext   | Div  | Conf  |
| ---------------------- | -- | -- | ------ | ---- | ----- | ----- | ---- | ----- |
| Bulls de Chicago       | 62 | 20 | 75,6 % | -    | 36-5  | 26-15 | 15-1 | 39-13 |
| Pacers de l'Indiana    | 37 | 45 | 45,1 % | 25.0 | 24-17 | 13-28 | 9-7  | 28-24 |
| Bucks de Milwaukee     | 35 | 47 | 42,7 % | 27.0 | 22-19 | 13-28 | 6-10 | 26-26 |
| Pistons de Détroit     | 30 | 52 | 36,6 % | 32.0 | 21-20 | 9-32  | 7-9  | 22-30 |
| Cavaliers de Cleveland | 19 | 63 | 23,2 % | 43.0 | 12-29 | 7-34  | 3-13 | 15-37 |

## Effectif
| Poste       | Numéro | Joueur           |
| ----------- | ------ | ---------------- |
| Pivot       | 3      | Ömer Aşık        |
| Arrière     | 6      | Keith Bogans     |
| Ailier fort | 5      | Carlos Boozer    |
| Arrière     | 11     | Ronnie Brewer    |
| Arrière     | 45     | Rasual Butler    |
| Ailier      | 9      | Luol Deng        |
| Ailier Fort | 22     | Taj Gibson       |
| Arrière     | 26     | Kyle Korver      |
| Meneur      | 15     | John Lucas III   |
| Pivot       | 13     | Joakim Noah      |
| Meneur      | 12     | Jannero Pargo    |
| Ailier Fort | 24     | Brian Scalabrine |
| Ailier Fort | 40     | Kurt Thomas      |
| Meneur      | 32     | C. J. Watson     |
| Meneur      | 1      | Derrick Rose     |

## Statistiques

### Saison régulière
| Joueur           | MJ | MC | MPG  | FG%  | 3P%  | FT%  | RPG  | APG | SPG  | BPG  | PPG  |
| ---------------- | -- | -- | ---- | ---- | ---- | ---- | ---- | --- | ---- | ---- | ---- |
| Ömer Aşık        | 82 | 0  | 12.1 | .553 | .0   | .500 | 3.7  | 0.4 | .24  | .68  | 2.8  |
| Keith Bogans     | 82 | 82 | 17.8 | .404 | .380 | .660 | 1.8  | 1.2 | .46  | .11  | 4.4  |
| Carlos Boozer    | 59 | 59 | 31.9 | .510 | .0   | .700 | 9.6  | 2.5 | .76  | .31  | 17.5 |
| Ronnie Brewer    | 81 | 1  | 22.2 | .480 | .222 | .650 | 3.2  | 1.7 | 1.31 | .27  | 6.2  |
| Rasual Butler    | 6  | 0  | 4.3  | .545 | .571 | .0   | .2   | .0  | .0   | .20  | 2.7  |
| Luol Deng        | 82 | 82 | 39.1 | .460 | .345 | .750 | 5.8  | 2.8 | .95  | .5.9 | 17.4 |
| Taj Gibson       | 80 | 19 | 21.8 | .466 | .125 | .680 | 5.7  | 0.7 | .49  | 1.33 | 7.1  |
| Kyle Korver      | 82 | 0  | 20.1 | .435 | .415 | .89  | 1.8  | 1.5 | .43  | .24  | 8.3  |
| Joakim Noah      | 48 | 48 | 32.8 | .525 | .0   | .740 | 10.4 | 2.2 | 1.00 | 1.50 | 11.7 |
| Derrick Rose     | 81 | 81 | 37.4 | .445 | .332 | .860 | 4.1  | 7.7 | 1.05 | .63  | 25.0 |
| Brian Scalabrine | 18 | 0  | 4.9  | .526 | .0   | .0   | 0.4  | 0.3 | .17  | .22  | 1.1  |
| Kurt Thomas      | 52 | 37 | 22.7 | .511 | 1.00 | .630 | 5.8  | 1.2 | .62  | .81  | 4.1  |
| C. J. Watson     | 82 | 1  | 13.3 | .371 | .393 | .740 | 1.1  | 2.3 | .67  | .13  | 4.9  |

### Playoffs
| Joueur        | MJ | MC | MPG  | FG%   | 3P%   | FT%   | RPG  | APG | SPG  | BPG  | PPG  |
| ------------- | -- | -- | ---- | ----- | ----- | ----- | ---- | --- | ---- | ---- | ---- |
| Ömer Aşık     | 15 | 0  | 9.9  | .462  | .0    | .300  | 2.1  | .1  | .13  | .53  | 1.0  |
| Keith Bogans  | 16 | 16 | 19.2 | .406  | .424  | .250  | 1.3  | .8  | .63  | .19  | 5.1  |
| Carlos Boozer | 16 | 16 | 31.7 | .433  | .0    | .800  | 9.7  | 1.8 | .56  | .44  | 12.6 |
| Ronnie Brewer | 16 | 0  | 16.3 | .480  | .429  | .765  | 2.1  | .9  | .75  | .38  | 4.0  |
| Rasual Butler | 3  | 0  | 2.3  | 1.000 | 1.000 | .0    | .3   | .0  | .0   | .0   | 1.0  |
| Luol Deng     | 16 | 16 | 42.9 | .426  | .324  | .839  | 6.6  | 2.7 | 1.50 | .63  | 16.9 |
| Taj Gibson    | 16 | 0  | 17.8 | .566  | .000  | .600  | 4.1  | 0.6 | .31  | 1.38 | 5.9  |
| Kyle Korver   | 16 | 0  | 17.3 | .388  | .423  | 1.000 | 1.2  | 1.1 | .50  | .19  | 6.6  |
| Joakim Noah   | 16 | 16 | 33.1 | .411  | .0    | .725  | 10.2 | 2.5 | 1.0  | 2.06 | 8.7  |
| Derrick Rose  | 16 | 16 | 40.6 | .396  | .248  | .828  | 4.3  | 7.7 | 1.38 | .69  | 27.1 |
| Kurt Thomas   | 7  | 0  | 10.6 | .556  | .000  | .000  | 2.7  | .4  | .14  | .43  | 2.9  |
| C. J. Watson  | 16 | 0  | 8.5  | .339  | .200  | .909  | .9   | 1.9 | .50  | .0   | 3.2  |

## Récompenses
- Tom Thibodeau remporte le titre de NBA Coach of the Year.
- Derrick Rose est nommé NBA Most Valuable Player.
- Gar Forman remporte le titre de NBA Executive of the Year, en compagnie de Pat Riley, président du Heat de Miami.

## Transactions

### Échanges
| 8 juillet  | Vers les Bulls de Chicago - Droits sur Vladimir Veremeenko             | Vers les Wizards de Washington - Kirk Hinrich Kevin Seraphin Compensation financière |
| 8 juillet  | Vers les Bulls de Chicago - Carlos Boozer Second tour de draft protégé | Vers le Jazz de l'Utah - Player exception                                            |
| 9 juillet  | Vers les Bulls de Chicago - Second tour de draft 2011                  | Vers les Suns de Phoenix - Hakim Warrick                                             |
| 22 juillet | Vers les Bulls de Chicago - C. J. Watson                               | Vers les Warriors de Golden State - Second tour de draft 2011                        |
| 22 février | Vers les Bulls de Chicago - Premier tour de draft 2011                 | Vers les Raptors de Toronto - James Johnson                                          |

### Agents libres

#### Arrivées
| Joueur           | Contrat                           | Ancienne équipe          |
| ---------------- | --------------------------------- | ------------------------ |
| Carlos Boozer    | Contrat de 80 000 000 $ sur 5 ans | Jazz de l'Utah           |
| Kyle Korver      | Contrat de 15 000 000 $ sur 3 ans | Jazz de l'Utah           |
| Ronnie Brewer    | Contrat de 12 500 000 $ sur 3 ans | Grizzlies de Memphis     |
| C. J. Watson     | Contrat de 6 500 000 $ sur 2 ans  | Warriors de Golden State |
| Kurt Thomas      | Contrat de 1 100 000 $ sur 1 an   | Bucks de Milwaukee       |
| Ömer Aşık        |                                   | Fenerbahçe SK            |
| Keith Bogans     | Contrat de 2 500 000 $ sur 2 ans  | Spurs de San Antonio     |
| Brian Scalabrine |                                   | Celtics de Boston        |
| Rasual Butler    |                                   | Clippers de Los Angeles  |

#### Départs
| Joueur         | Rasion du départ | Nouvelle équipe             |
| -------------- | ---------------- | --------------------------- |
| Rob Kurz       | Libéré           | CB Granada                  |
| Chris Richard  | Libéré           |                             |
| Hakim Warrick  | Agent libre      | Suns de Phoenix             |
| Brad Miller    | Agent libre      | Rockets de Houston          |
| Jannero Pargo  | Agent libre      | Bulls de Chicago            |
| Acie Law       | Agent libre      | Warriors de Golden State    |
| Joe Alexander  | Agent libre      | Legends du Texas (D League) |
| John Lucas III | Libéré           | Bulls de Chicago            |